# North Freedom
North Freedom – wieś w Stanach Zjednoczonych, w stanie Wisconsin, w hrabstwie Sauk.